# Єрмолаєв Віктор Миколайович
Віктор Миколайович Єрмолаєв (нар. 7 липня 1957, Довгалівка, Балаклійський район, Харківська область, Українська РСР, СРСР ) — радянський і український вчений-правознавець, фахівець в галузі історії держави і права . Доктор юридичних наук (2006), професор (2007). Дійсний член Національної академії правових наук України (2017).
У 1989—1993 роках — Заступник декана слідчо-криміналістичного факультету МВС України. У 1993—2004 роках — Декан факультету підготовки кадрів для Міністерства юстиції України. З 2006 року нині — директор Інституту післядипломної освіти Національного юридичного університету імені Ярослава Мудрого. Одночасно — професор кафедри історії держави та права України та зарубіжних країн.
Заслужений діяч науки та техніки України (2008). Відзначений Почесною грамотою Верховної Ради України (2004), Подякою Кабінету Міністрів України (2007), почесними знаками МОН України «Відмінник освіти України» (2003, 2004).

## Біографія
Народився 7 липня 1957 року у селі Довгалівка, Балаклійського району Харківської області. У 1983 році закінчив Харківський юридичний інститут (нині — Національний юридичний університет імені Ярослава Мудрого), де залишився працювати і пройшов шлях від стажиста-дослідника до професора кафедри історії держави і права України та зарубіжних країн.
У 1998 році захистив дисертацію на здобуття наукового ступеня кандидата юридичних наук на тему: «Державна діяльність Ф.Е. Дзержинського на Україні» (спеціальність 12.00.01). У 2006 році — дисертацію на здобуття наукового ступеня доктора юридичних наук на тему: «Вищі представницькі органи влади в Україні» (спеціальність 12.00.01). Вчене звання професора присвоєне у 2007 р. У 2010 р. обраний членом-кореспондентом, а у 2017 р. — дійсним членом (академіком) Національної академії правових наук України.
Член редакційної ради журналу «Право України». Член спеціалізованих вчених рад Д 64.086.02 та Д 64.086.03 у Національному юридичному університеті імені Ярослава Мудрого. Обирався депутатом Харківської обласної ради від «Партії регіонів» та «Наш край»  (1998—2002 рр., 2002—2006 рр., 2010—2014 рр.), був членом Президії Харківської обласної ради. З 2004 до 2012 р. – член експертної ради з права Державної акредитаційної комісії МОН України.
Нині викладає дисципліну історія держави та права України та зарубіжних країн у Національному юридичному університеті імені Ярослава Мудрого.

## Наукова діяльність
Напрями наукових досліджень — проблеми витоків народовладдя і представницької влади на Русі, сеймовий досвід українців у вищих представницьких установах Литви та Польщі, Австрії та Австро-Угорщини, Державній Думі царської Росії, історія вищих представницьких органів доби національно-визвольних змагань 1917–1921 рр., радянських вищих органів влади; загальні питання історії держави і права України. Опублікував понад 140 наукових та навчально-методичних праць, серед яких: «Українські політичні партії. ХІХ — перша половина ХХ століття» (у співавт., 1994), «Місцеве самоврядування в Україні» (у співавт., 1998), «Органи влади і управління Української держави (друга половина XVII – XVIII ст.)» (2002), «Історія держави і права України: підручник» (у співавт., 2003, 2013), «Українська Центральна Рада — перший український парламент» (2004), «Вищі представницькі органи влади в Україні (історико-правове дослідження)» (2005), «Конституційно-правове регулювання та стан виборів в Україні» (2005), «Історія вищих представницьких органів влади в Україні: навчальний посібник» (2007), «Деякі проблеми злочину та покарання в Київській Русі» (2007), «Становлення та розвиток вищих представницьких органів влади України» (2008), «Правова система України: історія, стан та перспективи: у 5 т. Т. 1: Методологічні та історико-теоретичні проблеми формування і розвитку правової системи України» (у спвіавт., 2008 (укр.), 2011 (рос.), 2013 (англ.), «Про двопалатний парламент: з історії парламентаризму в Україні» (у співавт., 2010), «Правова доктрина України: у 5 т. Т. 1: Загально-теоретична та історична юриспруденція» (у співавт., 2013 (укр.), 2015 (англ.), «Правда Руська Ярослава Мудрого: початок законодавства Київської Русі» (2014), «Велика українська юридична енциклопедія: у 20 т. Т. 1: Історія держави і права України» (у співавт., 2016), «Вищі представницькі органи влади в Україні: історія, теорія та практика» (2017).

## Нагороди
Віктор Миколайович був удостоєний наступних нагород, звань та відзнак

#### Державні
- Почесне звання «Заслужений діяч науки та техніки України»

Урядові, відомчі, регіональні:
- Подяка Кабінету Міністрів України
- Почесний знак Міністерства освіти та науки України «Відмінник освіти України»
- Почесна грамота Верховної Ради України